# Olivier Gendebien
Olivier Gendebien (Brussel, 12 januari 1924 - Les Baux-de-Provence, 2 oktober 1998) was een Belgisch autocoureur.

## Levensloop
Gendebien werd geboren in een rijke familie. Hij ging bouwkunde studeren aan de universiteit, maar toen de Tweede Wereldoorlog uitbrak, ging hij in het Belgische verzet. Hij zorgde dat Britse parachutisten konden landen in België. Aan het einde van de oorlog ging hij in het Engelse leger bij de Belgische parachutisten.
Na de oorlog ging Olivier Gendebien landbouw studeren. Voor zijn studie zat hij jarenlang in Belgisch-Congo, waar hij rallycoureur Charles Fraikin ontmoette. Toen hij terugkwam in België, werd hij zelf ook rallycoureur. Hij won verschillende races en werd ontdekt door Enzo Ferrari. Hij kreeg een contract als coureur in de formule 1 bij het team van Scuderia Ferrari. Hij deed echter maar mee aan veertien races, omdat hij de reserve werd van Ferrari. Desondanks wist hij in die veertien races, verdeeld over drie F1-seizoenen, in totaal achttien WK-punten bij elkaar te rijden, waarvan tien in 1960. Hiermee eindigde hij dat jaar in de stand om het wereldkampioenschap op een gedeelde zesde plaats, samen met vaste Ferraririjder Wolfgang von Trips.
In 1958 won hij samen met Phil Hill de 24 uur van Le Mans. Twee jaar later presteerde hij dit nogmaals, zij het deze keer met zijn landgenoot Paul Frère. Het jaar erop verkoos hij opnieuw een team te vormen met Phil Hill, met wie hij de uitputtingsslag vervolgens nog eens twee keer op zijn naam schreef.
Uiteindelijk moest Olivier Gendebien zijn carrière opgeven, omdat zijn vrouw het te gevaarlijk vond. Hij had nu een gezin met drie kinderen en de autosport was toen nog een sport waarin veel mensen dodelijk verongelukten.